# Мојсињска планина
Мојсињска планина је планина која се налази у источној Србији, са леве стране Јужне Мораве, код села Мојсиње, по којем су и добиле име. Највиши врх је Шиљегарник, са надморском висином од 493 метар, те је морфолошки, због висине ово брдо, а не планина. Венац се пружа правцем запад-исток, на дужини од око 10 km. Припадају групи Родопских планина.